# Xã Benner, Quận Centre, Pennsylvania
Xã Benner (tiếng Anh: Benner Township) là một xã thuộc quận Centre, tiểu bang Pennsylvania, Hoa Kỳ. Năm 2010, dân số của xã này là 6.188 người.